# Karel van Mayenne
Karel van Mayenne ook wel bekend als Karel II van Lotharingen (Alençon, 26 maart 1554 - Soissons, 4 oktober 1611) was van 1573 tot aan zijn dood hertog van Mayenne. Hij behoorde tot het huis Guise.

## Levensloop
Karel was de tweede zoon van hertog Frans van Guise uit diens huwelijk met Anna d'Este, dochter van Ercole II d'Este, hertog van Modena en Reggio.
Na de dood van zijn oom Claude II van Aumale werd Karel in 1573 gouverneur van Bourgondië, grootkamerheer van Frankrijk en markgraaf van Mayenne. Hetzelfde jaar werd Mayenne door koning Karel IX tot hertogdom verheven en begeleidde hij de toekomstige koning Hendrik III naar Polen. Ook vocht hij mee in de Hugenotenoorlogen; in 1577 veroverde Karel Brouage op de hugenoten, kort daarna gevolgd door La Mure in de Dauphiné. Bovendien was hij admiraal van Frankrijk, een functie die hij in 1582 verloor aan Anne de Joyeuse, een andere favoriet van koning Hendrik III.
In 1588 werd zijn oudere broer Hendrik I van Guise vermoord, waarop Karel de nieuwe leider van de Katholieke Liga werd. In 1589 probeerde hij tevergeefs kardinaal Karel I van Bourbon tot de nieuwe Franse koning te laten verkiezen.
De nieuwe Franse koning, Hendrik IV, versloeg Karel in 1589 in de Slag bij Arques en in 1590 in de Slag bij Ivry. In 1591 liet hij de leider van de Parijse Liga ophangen, nadat die hetzelfde gedaan hadden met Barnabé Brisson, de voorzitter van het Parlement van Parijs. Twee jaar later probeerde 
hij zich door de Staten-Generaal tot koning te laten verkiezen, maar dit mislukte. In juni 1595 werd Karel door Hendrik IV verslagen in de Slag bij Fontaine-Française. Enkele maanden later, in november 1595, onderwierp hij zich uiteindelijk aan de koning. In ruil kreeg hij een bedrag van 3.580.000 livres en drie veilige oorden in Bourgondië toegewezen. De functie van gouverneur moest hij echter afstaan.
Karel van Mayenne overleed in oktober 1611 op 57-jarige leeftijd.

## Huwelijk en nakomelingen
Op 6 augustus 1576 huwde hij met Henriette van Savoye-Villars (overleden in 1611), dochter van Honoraat II van Savoye, markgraaf van Villars. Ze kregen vier kinderen:
- Hendrik (1578-1621), hertog van Mayenne
- Karel Emanuel (1581-1609), graaf van Sommerive
- Catharina (1585-1618), huwde in 1599 met Carlo I Gonzaga, hertog van Mantua
- Renée (overleden in 1638), huwde in 1613 met Mario Sforza, hertog van Ognano en Segni